# Карлос Ресінос
Карлос Ресінос (ісп. Carlos Recinos, нар. 30 червня 1950, Сан-Сальвадор) — сальвадорський футболіст, що грав на позиції захисника. По завершенні ігрової кар'єри — тренер.
Виступав, зокрема, за клуб ФАС, а також національну збірну Сальвадору.

## Клубна кар'єра
У дорослому футболі дебютував 1967 року виступами за команду ФАС, в якій провів п'ятнадцять сезонів, вигравши три чемпіонати Сальвадору, а також допоміг клубу здобути свій перший і поки що єдиний міжнародний титул, коли вони виграли Кубок чемпіонів КОНКАКАФ у 1979 році. 
Надалі протягом 1984 року захищав кольори клубу УЕС, а завершив ігрову кар'єру у команді «Альянса», за яку виступав протягом 1985 року.

## Виступи за збірну
1976 року дебютував в офіційних матчах у складі національної збірної Сальвадору.
У складі збірної був учасником чемпіонату світу 1982 року в Іспанії, де зіграв у всіх трьох матчах — проти Угорщини (1:10), Бельгії (0:1) та Аргентини (0:2), а команда встановила антирекорд чемпіонатів світу.
Загалом протягом кар'єри у національній команді провів у її формі 37 матчів.

## Кар'єра тренера
Як тренер очолював низку сальвадорських клубів. Також з жовтня 2000 по травень 2002 року був головним тренером збірної Сальвадору, з якою дійшов до чвертьфіналу Золотого кубка КОНКАКАФ 2002 року у США.

## Досягнення
- Чемпіон Сальвадору (3): 1977/78, 1978/79, 1981[2]
- Срібний призер Чемпіонату націй КОНКАКАФ: 1981
- Бронзовий призер Чемпіонату націй КОНКАКАФ: 1977